# Jacob Mulenga
Jacob Mulenga (Kitwe, 12 febbraio 1984) è un ex calciatore zambiano, di ruolo attaccante.